# 판결선고전 구금일수의 일부산입 사건
판결선고전 구금일수의 일부산입 사건(2007헌바25)은 대한민국의 헌법재판소 판례이다. 

## 사실관계
청구인은 강제추행한 혐의로 징역 5년을 선고받았다. 상고심에서 청구인은 특수강도의 죄를 저지른 자가 강제추행의 죄를 범한 때의 법정형을 강간죄를 범한 때와 동일하게 규정하는 것은 비례원칙에 위배된다고 주장하고, 형법 제57조 제1항에 대해서는 형사재판에서 상소를 기각하면서 판결선고 전의 구금일수를 일부만 산입하는 것은 무죄추정의 원칙 및 적법절차의 원칙에 위배하여 신체의 자유를 침해한다고 주장하면서 위헌법률심판제청신청을 하였으나 기각되자 이 사건 헌법소원심판을 청구하였다. 

## 결론
위헌, 합헌

## 이유
판결선고 전의 구금, 즉 미결구금은 도망이나 증거인멸을 방지하여 수사, 재판 또는 형의 집행을 원활하게 진행하기 위하여 무죄추정의 원칙에도 불구하고 불가피하게 피의자 또는 피고인을 일정기간 일정시설에 구금하여 그 자유를 박탈하게 하는 재판확정 전의 강제적 처분이고, 형의 집행은 아니다. 신체의 자유를 최대한으로 보장하려는 헌법정신 특히 무죄추정의 원칙으로 인하여 수사와 재판은 원칙적으로 불구속상태에서 이루어져야 한다. 그러므로 구속은 구속 이외의 방법에 의하여서는 범죄에 대한 효과적인 투쟁이 불가능하여 형사소송의 목적을 달성할 수 없다고 인정되는 예외적인 경우에 한하여 최후의 수단으로만 사용되어야 하며 구속수사 또는 구속재판이 허용될 경우라도 그 구속기간은 가능한 최소한에 그처야 한다. 적법절차의 원칙에 따라 신체의 사유의 본질적인 내용을 침해하지 않아여 할 뿐 아니라 과잉금지원칙에 반하지 아니하는 정당한 한도 내로 제한되어야 한다. 자유형의 집행과 유사하기 때문에, 무죄추정의 원칙에 따라 그 구금기간에 대한 정당한 평가와 보상이 이루어져야 한다. 미결구금일수 산입범위의 결정을 법관의 자유재량에 맡기는 이유는, 피고인이 고의로 부당하게 재판을 지연시키는 것을 막아 형사재판의 효율성을 높이고, 피고인의 남상소를 방지하여 상소심 법원의 업무부담을 줄이는데 있다. 
미결구금은 실질적으로 자유형의 집행과 유사하고 처벌되지 않은 소송상의 태도에 대하여 형벌적 요소를 도입하여 제재를 가하는 것으로 피고인의 상소의사를 위축시켜 구속제도의 본래 목적에 부합하지 않는다. 따라서 헌법상 무죄추정의 원칙 및 적법절차의 원칙 등을 위배하여 합리성과 정당성 없이 신체의 자유를 지나치게 제한함으로써 헌법에 위배된다. 고로 형기 전부에 산입되어야 한다. 

## 이후
형법 제7조 위헌소원(2013헌바129)에서 같은 취지로 외국형량의 구금일수를 일부만 산입하는 것은 헌법불합치가 되었다. 그러나 현행 판례에 따르면 외국에서 무죄를 받고 동일범죄로 한국에서 유죄 판결받은 경우 구금일수가 산립되지 않는다.
- 서울중앙지방법원 2016. 11. 8. 선고 2016고합587 판결
- 서울고등법원 2017. 4. 21. 선고 2016노3678 판결
- 대법원 2017.8.24.선고 2017도5977 전원합의체

## 참고 문헌
- 정회철, 『2013년 최근 5년간 헌법중요판례200』, 여산, 2013. ISBN 9788992529723
- 2009.6.25. 2007헌바25 [위헌·합헌]
- 헌재주요결정 2009헌바350, 성폭력범죄의 처벌 및 피해자보호 등에 관한 법률 제5조제2항위헌소원 2010/07/31[깨진 링크(과거 내용 찾기)]